# Acuario de Dinamarca
El acuario nacional de Dinamarca, Den Blå Planet (en danés: Den Blå Planet, Danmarks Akvarium) es un acuario público de Dinamarca. El acuario original estaba situado en Charlottenlund, pero esta instalación cerró en 2012 y la mayor parte de la colección de animales se trasladó al nuevo y mucho más grande acuario Den Blå Planet (lit.: El Planeta Azul) en Kastrup, un suburbio de Copenhague. El acuario nacional de Dinamarca, Den Blå Planet abrió sus puertas al público en marzo de 2013 y es el acuario más grande del norte de Europa.
El objetivo principal del acuario es difundir información marina, ayudar a proyectos científicos y contribuir a mejorar las instituciones educativas. 

## El antiguo acuario
El acuario de Dinamarca en Charlottenlund comenzó a construirse en 1937 y se inauguró en 1939. En 1974, este acuario se amplió con cinco grandes acuarios paisajísticos y un museo biológico con exposiciones y acuarios temáticos. En 1990, las instalaciones se ampliaron aún más con un nuevo vestíbulo, una cafetería, mejores aseos y un servicio para escolares. En los últimos años antes del cierre del acuario de Charlottenlund, contaba con cerca de 1.000.000 de litros de agua en unos 70 acuarios.

## Acuario actual
El Den Blå Planet se inauguró en 2013 en Kastrup, un suburbio de Copenhague. Se asemeja a un remolino cuando se ve desde arriba; a menudo lo es, al estar cerca del aeropuerto de Copenhague. Fue diseñado por los arquitectos daneses 3XN Para reducir el consumo de energía, el edificio está equipado con unidades de refrigeración que utilizan agua de mar de Øresund y doble acristalamiento. Tiene una superficie total de 12.000 m2, incluidos los 10.000 m2 del edificio y los 2.000 m2 exteriores (sin contar las plazas de aparcamiento).
En su primer año de existencia, el acuario recibió aproximadamente 1,3 millones de visitantes, el doble de lo previsto. Para paliar este desgaste adicional y mejorar la educación del público, se gastaron 12,5 millones de coronas danesas (unos 2,3 millones de dólares; 1,7 millones de euros) en cambios y renovaciones del acuario.
El Planeta Azul contiene unos 7.000.000 litros de agua divididos en 53 exposiciones. Hay cinco secciones principales:

### La selva tropical

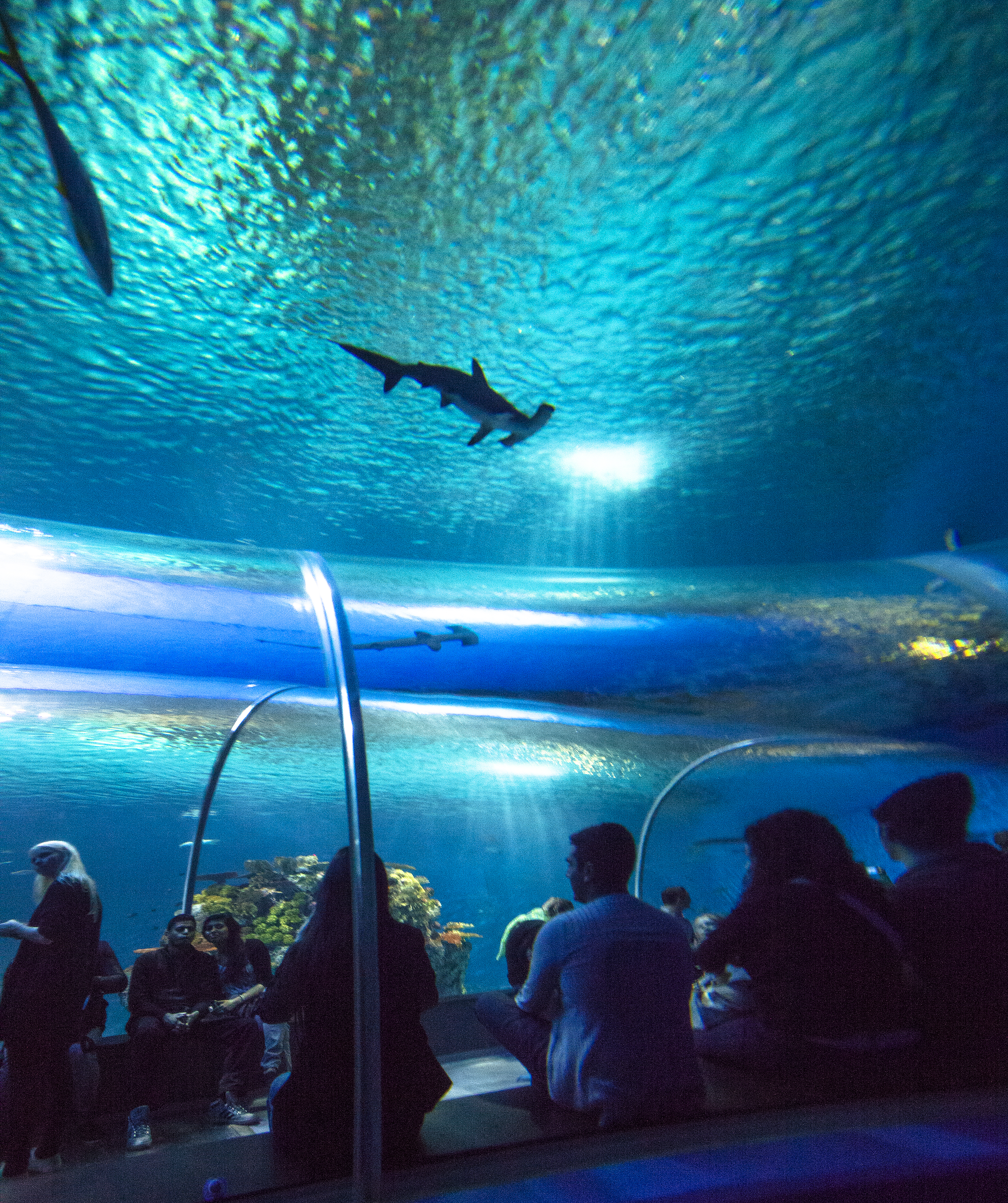
Tiburón martillo y túnel de tiburones en el tanque Oceánico

La sección de la selva tropical alberga cocodrilos enanos y filipinos, arowanas, pacus, rayas de agua dulce, grandes siluros, boas constrictoras, turacos violetas, etc. Esta sección también cuenta con un acuario con un gran banco de pirañas (unas 3.000). Cerca de la selva tropical se encuentra la sección de grutas, más pequeña, con acuarios para tetra de las cavernas, varios peces eléctricos (anguila eléctrica y pez elefante) y otros peces que se encuentran en hábitats oscuros de agua dulce.

### Los Grandes Lagos africanos
Exposiciones de los lagos Malawi, Tanganica y Victoria. Destinadas principalmente a los cíclidos, pero también albergan otros peces como la perca del Nilo (muy depredadora y, por tanto, separada de los cíclidos del Victoria por un cristal acrílico), y la sección por encima de los acuarios alberga pájaros tejedores y otros animales pequeños.

### Evolución y adaptación
Destinado a la evolución y adaptación de los peces, contiene un acuario de manglares con peces de cuatro ojos, peces arquero, peces del fango y similares, así como acuarios para la tortuga mordedora de Apalachicola y peces primitivos como el bichir, el gar y el pez pulmonado Incluye el pez más antiguo del acuario, un pez pulmonado australiano que llegó al acuario danés de Charlottenlund en 1967 cuando ya era un adulto joven (se desconoce su edad completa).

### Aguas frías
Alberga principalmente especies autóctonas danesas de agua dulce y salada. Entre otras cosas, incluye una piscina táctil y un gran acuario del Atlántico Norte con un acantilado de 15 m de altura en el que habitan bacalaos, peces lobo, congrios, frailecillos y otras especies. Entre las especies no autóctonas que se encuentran en la sección de Aguas Frías o cerca de ella se encuentran pulpos gigantes del Pacífico, anémonas de mar, etc. Esta sección también albergó leones marinos de California durante un tiempo (su anterior hogar, el acuario de Bergen, en Noruega, estaba siendo renovado). A principios de 2014 fueron trasladados a un hogar permanente en el zoológico de La Palmyre, Francia. Tras las modificaciones, una pareja de nutrias marinas se trasladó a la antigua exhibición de leones marinos en octubre de 2014, convirtiendo al acuario en uno de los tres únicos lugares donde se puede ver esta especie en Europa (los otros son el Oceanario de Lisboa, Portugal y Oceanópolis en Brest, Francia.)

### El océano cálido

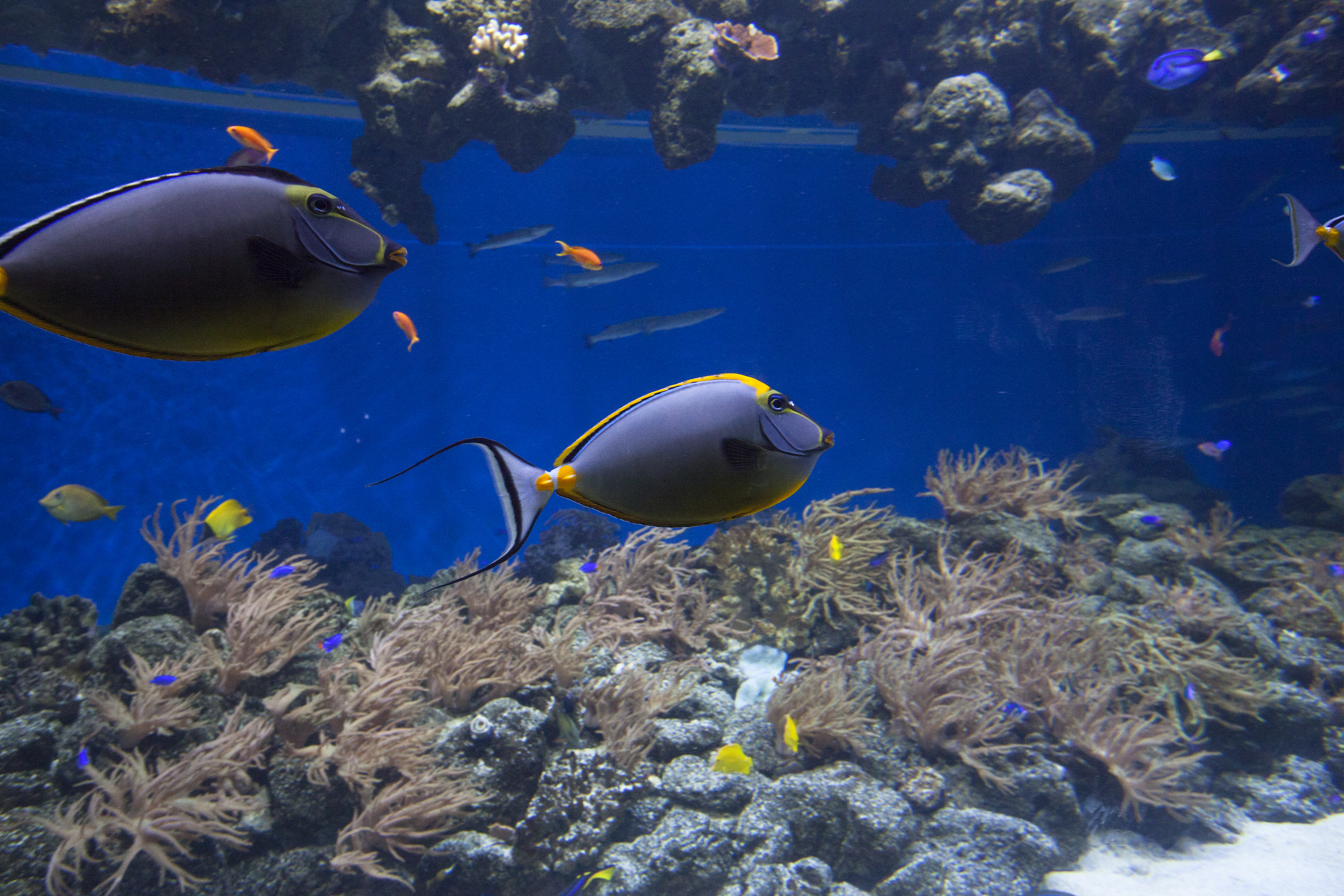
Peces de arrecife de coral

Esta sección contiene el mayor acuario de Planeta Azul, el tanque Oceánico, de 4.000.000 litros. Alberga tiburones (tiburón cebra, tiburón de arrecife de puntas negras, tiburones alfombra y tiburones martillo jóvenes), rayas, rayas águila, peces guitarra, morenas, jureles dorados, meros y otros animales que pueden verse a través de la ventana principal de 16 por 8 m, que tiene un grosor de 45 cm. También hay un túnel para tiburones de 16 m de largo. Frente al tanque oceánico se encuentra el arrecife de coral de 16 m de largo con corales vivos y peces de arrecife. También hay varios acuarios más pequeños con especies como el pez camarón, el dragón marino, los caballitos de mar, un acuario mediterráneo y el pez piedra, el pez león y la serpiente de mar oliva, que son muy venenosos.